# Sinan-gun

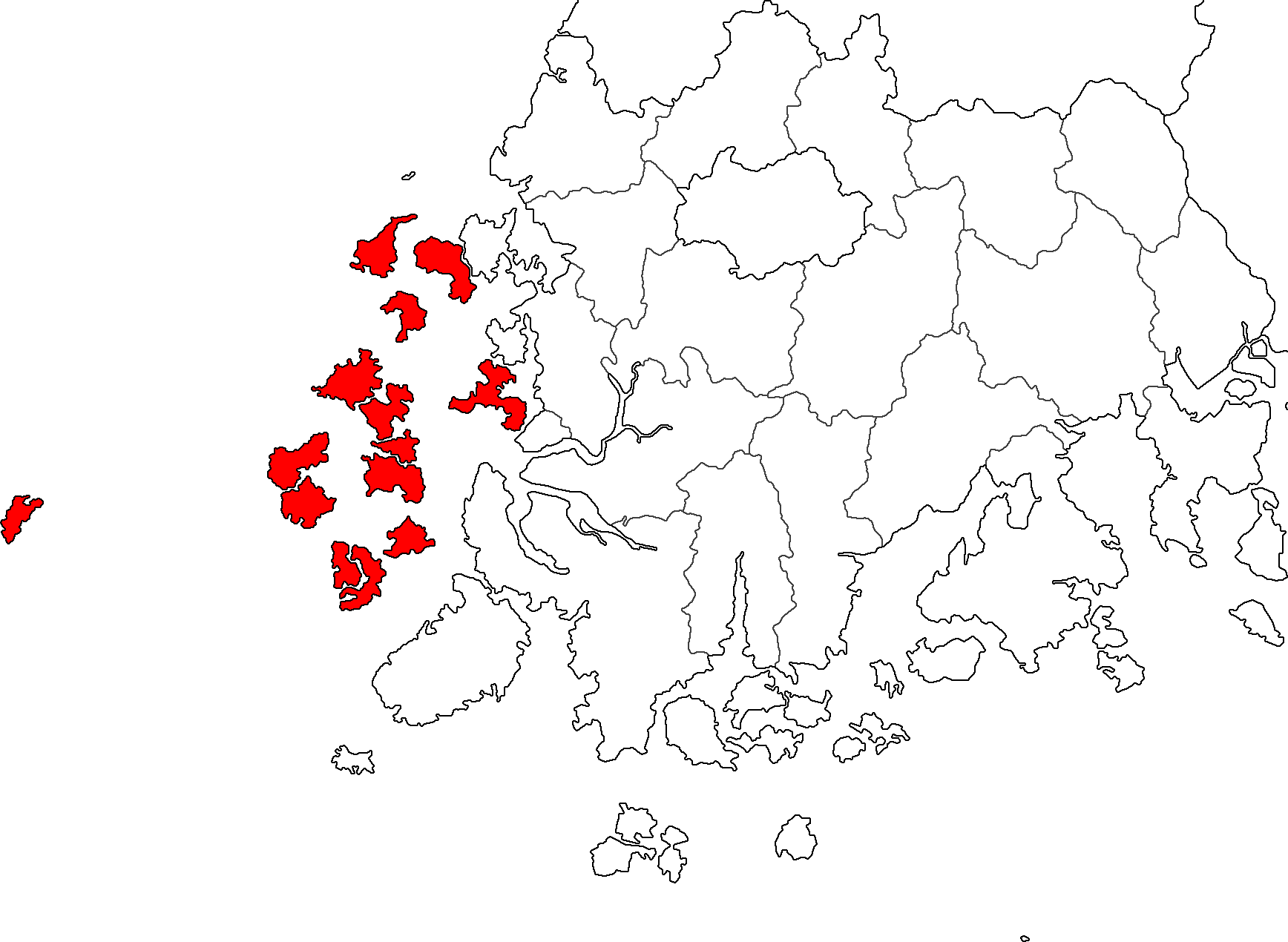
Lage von Sinan-gun

Sinan (Sinan-gun, 신안군) ist ein südkoreanischer Landkreis in der Provinz Jeollanam-do (Süd-Jeolla) im äußersten Südwesten des Landes. Der Landkreis besteht aus 111 bewohnten und 719 unbewohnten Inseln. In diesem Landkreis liegen 25 % aller Inseln von Südkorea. Sie liegen auf dem Festlandsockel, der sich hier auf weniger als 15 Meter Meerestiefe befindet, und zum Teil im Wattenmeer.
Auf der englischsprachigen Homepage des Landkreises wird der Name aus dem koreanischen mit Shinan übersetzt.

## Wirtschaft
Der Landkreis Sinan ist bekannt für seine Spezialitäten wie Rochen und Cheonilyeom (천일염), eine koreanische Art von Meersalz, das in den Salinen von Sinan produziert wird. 2014 wurden mehrere Fälle von Sklaverei auf den Salzfarmen entdeckt.
Auf den Feldern der Inseln werden u. a. Reis, Chili, Mungbohnen, Sesam, Sojabohnen und Süßkartoffeln angebaut. Die junge Generation verlässt allerdings in großem Umfang ihre Heimatregion.
Der noch ausbaufähige Tourismus beschränkt sich zurzeit überwiegend auf den nördlichen Teil der Inselgruppe.

## Verkehr
Die bewohnten Inseln sind durch Fährverbindungen mit der südkoreanischen Hafenstadt Mokpo auf dem Festland verbunden. Ende 2018 soll die neue "Jahrtausend-Brücke" in Betrieb gehen, die mehrere Inseln Sinans, auch Anjwa-do, ans Festland anbinden soll.

## Größte Inseln
- Anjwado (안좌도 安佐島 : 45,2 km²)
- Aphaedo (압해도 押海島 : 44,3 km²)
- Bigeumdo (비금도 飛禽島 : 43,1 km²)
- Dochodo (도초도 都草島 : 40,3 km²)
- Imjado (임자도 荏子島 : 43,2 km²)
- Amtaedo (암태도 岩泰島 : 38,7 km²)
- Jeungdo (증도 曾島 : 37,2 km²)
- Jangsando (장산도 長山島 : 24,3 km²)
- Haeuido (하의도 荷衣島 : 16,1 km²)
- Heuksando (흑산도 黑山島 : 19,7 km²)
- Hongdo (홍도 紅島 : 6,47 km²)

## Partnerschaften
- Gangnam-gu, Südkorea
- Mapo-gu, Südkorea
- Nowon-gu, Südkorea
- Ongjin, Südkorea
- Gyeongsan, Südkorea
- Dawa, China